# Бандуренко, Евгений Фёдорович
Евгений Фёдорович Бандуренко (настоящая фамилия — Бондаренко) (укр. Євген Федорович Бандуренко; 23 января 1919, Киев —16 марта 1972, Одесса) — украинский советский поэт, сатирик, юморист.

## Биография
Родился в семье сапожника. Учился на филологическом факультете Киевского университета. В 1939 был призван на службу В РККА.
Участник Великой Отечественной войны.
После демобилизации из армии жил и работал в Одессе. В 1946—1951 гг. возглавлял Одесскую писательскую организацию. Член КПСС с 1944.

## Творчество
Печатался с 1940 года. Начал свой творческий путь с лирических и лирико-эпических стихаов, со временем чаще выступал в сатирико-юмористическом жанре.
Первый сборник «Мечи и струны» вышел в 1945 году. Фронтовая тематика, мирные будни, мужество тружеников моря, мелодии «струн сердца» — основная тема поэтического наследия Е. Бандуренко.
Сатиру и юмор поэт поставил на службу морально-этической «санитарии» в социалистическом общежитии. Оружие смеха он использовал против идеологических недругов СССР.

## Избранная библиография
- Сборники лирики и юмора:
- «Мечі і струни» (1945)
- «Дружба» (1948)
- «Щасливого плавання» (1951)
- «Розливсь Дніпро» (1952)
- «Південна сторона» (1953)
- «За хвіст та на сонце» (1955)
- «Веселка» (1957)
- «Усміхнімось, друзі» (1958)
- «Одним миром мазані» (1959)
- «Кому на добро, а кому під ребро» (1960)
- «Взяв би я бандуру» (1962)
- «Гомін моря» (1963)
- «Чесне гумористичне» (1966)
- «Поезії» (1967)
- «Березові припарки» (1968)
- «Струни і стріли» (1969)
- «Бальзам і сіль» (1972)
- «Вибране» (1977)

## Награды
- орден Красной Звезды
- медаль «За трудовое отличие» (24.11.1960)
- другие медали